# Rangeley (Maine)
Rangeley ist eine Town im Franklin County des Bundesstaates Maine in den Vereinigten Staaten. Im Jahr 2020 lebten dort 1222 Einwohner in 1755 Haushalten auf einer Fläche von 144,06 km².

## Geografie
Nach dem United States Census Bureau hat Rangeley eine Gesamtfläche von 144,06 km², von denen 107,43 km² Land sind und 36,63 km² aus Gewässern bestehen.

### Geografische Lage
Rangeley liegt im Westen des Franklin Countys an der Grenze zum Oxford County. Im Westen grenzt der Mooselookmeguntic Lake an und im Süden befindet sich der Rangeley Lake. Weitere größere Seen auf dem Gebiet der Town sind der Dodge Pond, Round Pond und der Quimby Pond. Die Oberfläche ist hügelig, die höchste Erhebung ist der 750 m hohe Bald Mountain. Er liegt auf einer Landbrücke zwischen dem Mooselookmeguntic Lake und dem Rangeley Lake.

### Nachbargemeinden
Alle Entfernungen sind als Luftlinien zwischen den offiziellen Koordinaten der Orte aus der Volkszählung 2010 angegeben.
- Norden: North Franklin, Unorganized Territory, 15,6 km
- Osten: Dallas Plantation, 14,8 km
- Süden: Rangeley Plantation, 5,9 km
- Westen: North Oxford, Unorganized Territory, Oxford County, 21,9 km

### Stadtgliederung
In Rangeley gibt es mehrere Siedlungsgebiete: Bald Mountain, Barker (ehemaliger Standort eines Postamtes), Burnells (ehemalige Eisenbahnstation), Haines Landing, Indian Rock (ehemaliger Standort eines Postamtes), Kamankeag, Marbles (ehemalige Eisenbahnstation), Mingo Springs, Mooselookmeguntic, Mountainview, Oquossoc, Pit Track (ehemalige Eisenbahnstation), Rangeley (auch Rangeley Village), Richardson (ehemaliger Standort eines Postamtes), South Rangeley und Welchs (ehemalige Eisenbahnstation).

### Klima
Die mittlere Durchschnittstemperatur in Rangeley liegt zwischen −12,2 °C (10 °Fahrenheit) im Januar und 18,3 °C (65 °Fahrenheit) im Juli. Damit ist der Ort gegenüber dem langjährigen Mittel der USA um etwa 9 Grad kühler. Die Schneefälle zwischen Oktober und Mai liegen mit bis zu zweieinhalb Metern mehr als doppelt so hoch wie die mittlere Schneehöhe in den USA; die tägliche Sonnenscheindauer liegt am unteren Rand des Wertespektrums der USA.

## Geschichte
Den Grant für ein Gebiet in der Größe von 31.000 Acre (12.545 Hektar) bekamen im Jahr 1796 James Rangeley und drei weitere Investoren durch den Bundesstaat Massachusetts zugesprochen. Das Land erstreckte sich zwischen dem Kennebec River und New Hampshire und beinhaltete die Holz- und Bergbaurechte. Ab 1817 wurde das Gebiet besiedelt. Nach dem Tod seines Vaters erbte James Rangeley, Jr. dessen Anteil am Land in Maine und kaufte schließlich das Land der anderen Partner auf. Im Jahre 1825 reiste Rangeley mit seiner Familie über den einzigen Pferdeweg von Madrid aus in das Gebiet, um sich dort niederzulassen. Er errichtete ein zweistöckiges Herrenhaus an einem schön gelegenen Ort und bewohnte es mit seiner Familie. Rangeley lebte fünfzehn Jahre lang am See und führte ein Leben, wie es der englische Adel praktizierte. Als seine Tochter starb, verkaufte er sein Eigentum und zog mit seiner Frau nach Portland, wo sie mehrere Jahre wohnten. Rangeley wurde 1855 als Town organisiert und nach James Rangeley benannt.
1891 erreichte die Phillips and Rangeley Railroad Rangeley. 1908 ging sie in der Sandy River and Rangeley Lakes Railroad auf; 1932 wurde die Strecke stillgelegt.
Neben der Landwirtschaft und dem Fischfang in den angrenzenden Seen lebt die Bevölkerung seit langem vom Tourismus.

### Einwohnerentwicklung
| Volkszählungsergebnisse – Town of Rangeley, Maine | Volkszählungsergebnisse – Town of Rangeley, Maine | Volkszählungsergebnisse – Town of Rangeley, Maine | Volkszählungsergebnisse – Town of Rangeley, Maine | Volkszählungsergebnisse – Town of Rangeley, Maine | Volkszählungsergebnisse – Town of Rangeley, Maine | Volkszählungsergebnisse – Town of Rangeley, Maine | Volkszählungsergebnisse – Town of Rangeley, Maine | Volkszählungsergebnisse – Town of Rangeley, Maine | Volkszählungsergebnisse – Town of Rangeley, Maine | Volkszählungsergebnisse – Town of Rangeley, Maine |
| Jahr                                              | 1800                                              | 1810                                              | 1820                                              | 1830                                              | 1840                                              | 1850                                              | 1860                                              | 1870                                              | 1880                                              | 1890                                              |
| ------------------------------------------------- | ------------------------------------------------- | ------------------------------------------------- | ------------------------------------------------- | ------------------------------------------------- | ------------------------------------------------- | ------------------------------------------------- | ------------------------------------------------- | ------------------------------------------------- | ------------------------------------------------- | ------------------------------------------------- |
| Einwohner                                         |                                                   |                                                   |                                                   |                                                   |                                                   |                                                   |                                                   | 45                                                | 64                                                | 58                                                |
| Jahr                                              | 1900                                              | 1910                                              | 1920                                              | 1930                                              | 1940                                              | 1950                                              | 1960                                              | 1970                                              | 1980                                              | 1990                                              |
| Einwohner                                         | 98                                                | 190                                               | 159                                               | 79                                                | 63                                                | 44                                                | 39                                                | 52                                                | 69                                                | 103                                               |
| Jahr                                              | 2000                                              | 2010                                              | 2020                                              | 2030                                              | 2040                                              | 2050                                              | 2060                                              | 2070                                              | 2080                                              | 2090                                              |
| Einwohner                                         | 123                                               | 1168                                              | 1222                                              |                                                   |                                                   |                                                   |                                                   |                                                   |                                                   |                                                   |

## Kultur und Sehenswürdigkeiten

### Bauwerke
In Rangeley wurden fünf Bauwerke unter Denkmalschutz gestellt und ins National Register of Historic Places aufgenommen.
- Das Orgone Energy Observatory wurde 1999 unter der Register-Nr. 98001602 aufgenommen.
- Die Oquossoc Log Church wurde 1984 unter der Register-Nr. 84001368 aufgenommen.
- Die Rangeley Tavern wurde 2018 unter der Register-Nr. 100002227 aufgenommen.
- Das Rangeley Trust Company Building wurde 1989 unter der Register-Nr. 89000846 aufgenommen.
- Die Rangeley Public Library wurde 1978 unter der Register-Nr. 78000161 aufgenommen.

## Wirtschaft und Infrastruktur

### Verkehr
Die Maine State Route 16 verläuft in westöstlicher Richtung durch das Gebiet der Town. In Richtung Westen mündet die Maine State Route 4 auf ihr und aus Richtung Süden stößt die Maine State Route 17 auf die Route 4. Der Rangeley Municipal Airport befindet sich im Osten der Town.

### Öffentliche Einrichtungen
In Rangeley gibt es kein Gesundheitszentrum. Die nächstgelegenen befinden sich in Rumford und Farmington.
Rangeley besitzt eine eigene Bücherei. Die Rangeley Public Library wurde 1909 gegründet und befindet sich an der Lake Street.

### Bildung
Rangeley gehört mit Dallas Plantation, Magalloway Plantation, Rangeley Plantation und Sandy River Plantation zur RSU 78, den Rangeley Lakes Regional Schools. In Rangeley stehen eine Elementary, Middle School und eine High School zur Verfügung.

## Persönlichkeiten

### Persönlichkeiten, die vor Ort gewirkt haben
- Wilhelm Reich (1897–1957),  Arzt, Psychiater, Psychoanalytiker, Sexualforscher und Soziologe